# Djibril Diop
Djibril Thialaw Diop (Thiès, 6 gennaio 1999) è un calciatore senegalese, difensore dell'Yverdon.

## Carriera

### Club
Diop è cresciuto nelle giovanili della Génération Foot.
Ad agosto 2021 è passato ai marocchini dell'Hassania Agadir. Ha esordito in Botola 1 Pro in data 29 settembre 2021, nel pareggio per 0-0 in casa dello RS Berkane. Il 25 novembre ha realizzato la prima rete nella massima divisione locale, nella sconfitta per 1-2 subita contro l'Olympique Khouribga.
Il 31 agosto 2021, Diop è stato ingaggiato dai norvegesi del Viking.
Il 12 settembre 2024 si è trasferito agli svizzeri dell'Yverdon, per cui ha firmato un contratto triennale.

### Nazionale
Il 28 luglio 2019, Diop ha debuttato per il Senegal: è stato titolare nella sconfitta per 1-0 subita contro la Liberia.

## Statistiche

### Presenze e reti nei club
Statistiche aggiornate al 17 aprile 2025.
| Stagione       | Club            | Campionato    | Campionato | Campionato | Coppe nazionali | Coppe nazionali | Coppe nazionali | Coppe continentali | Coppe continentali | Coppe continentali | Supercoppe | Supercoppe | Supercoppe | Totale | Totale |
| Stagione       | Club            | Comp          | Pres       | Reti       | Comp            | Pres            | Reti            | Comp               | Pres               | Reti               | Comp       | Pres       | Reti       | Pres   | Reti   |
| -------------- | --------------- | ------------- | ---------- | ---------- | --------------- | --------------- | --------------- | ------------------ | ------------------ | ------------------ | ---------- | ---------- | ---------- | ------ | ------ |
| 2021-2022      | Hassania Agadir | B1            | 24         | 2          | CM              | 2               | 0               | -                  | -                  | -                  | -          | -          | -          | 26     | 2      |
| set.-dic. 2022 | Viking          | ES            | 7          | 1          | CN              | 2               | 0               | -                  | -                  | -                  | -          | -          | -          | 9      | 1      |
| 2023           | Viking          | ES            | 24         | 1          | CN              | 4               | 1               | -                  | -                  | -                  | -          | -          | -          | 28     | 2      |
| gen.-set. 2024 | Viking          | ES            | 11         | 0          | CN              | 2               | 0               | -                  | -                  | -                  | -          | -          | -          | 13     | 0      |
| Totale Viking  | Totale Viking   | Totale Viking | 42         | 2          |                 | 8               | 1               |                    | -                  | -                  |            | -          | -          | 50     | 3      |
| set. 2024-2025 | Yverdon         | SL            | 8          | 0          | CS              | 1               | 0               | -                  | -                  | -                  | -          | -          | -          | 9      | 0      |
| Totale         | Totale          | Totale        | 74+        | 4+         |                 | 11+             | 1+              |                    | -                  | -                  |            | -          | -          | 85+    | 5+     |